# Pulo Blang Trieng
Pulo Blang Trieng is een bestuurslaag in het regentschap Aceh Utara van de provincie Atjeh, Indonesië. Pulo Blang Trieng telt 312 inwoners (volkstelling 2010).